# Sorel
Sorel (picardisch: Soérèl) ist eine französische Gemeinde mit 162 Einwohnern (Stand 1. Januar 2022) im Département Somme in der Region Hauts-de-France im Norden von Frankreich. Die Gemeinde gehört zum Kanton Péronne.

## Geographie
Die Gemeinde liegt zwischen Fins und Heudicourt an der Départementsstraße D222 und südlich der Départementsstraße D58, die zum System der Chaussée Brunehaut gehört.

## Geschichte
Die Sohier von Vermand errichteten im Gebiet der Gemeinde eine Festung, die 1214 urkundlich genannt wird, und um die sich eine Ansiedlung entwickelte. Das hier errichtete Krankenhospiz wurde um 1550 zur Ruine. 1748 wurde die Herrschaft zur Grafschaft erhoben.
Die Gemeinde, die im Ersten Weltkrieg zerstört wurde und deren Wiederaufbau der Architekt Louis Faille leitete, erhielt als Auszeichnung das Croix de guerre 1914–1918.

## Einwohner
| 1962 | 1968 | 1975 | 1982 | 1990 | 1999 | 2006 | 2010 |
| ---- | ---- | ---- | ---- | ---- | ---- | ---- | ---- |
| 236  | 223  | 197  | 184  | 187  | 163  | 163  | 173  |

## Verwaltung
Bürgermeister (maire) ist seit 1995 Bernard Dazin.

## Sehenswürdigkeiten
- Kirche Saint-Gervais aus dem Jahr 1932, Glasfenster von Louis Barillet